# Шрі Чайтанья Сарасват Матх
Шрі Чайтанья Сарасват Матх — індуїстська ваїшнавська організація, заснована Бгакті Ракшаком Шрідгара Ґосвамі в 1941 рік у в Індії з метою проповіді ґаудія-вайшнавізму.

## Історія заснування
У 1937 р., після відходу засновника Ґаудія-Матху - Бгактісіддганти Сарасваті, залишилися його опікуни, які, згідно з його волею, повинні були створити керівний орган Місії. Але через безліч розбіжностей і суперечок його волі не судилося збутися і Шрі Чайтанья Матх не зміг зберегти свою цілісність. І тоді Шрідгара Ґосвамі вирішив покинути організацію: прийняти чиюсь сторону для боротьби з іншими було не в його правилах. 
Після розпаду Ґаудія-Матху у Шрідгара Ґосвамі не було особливого ентузіазму проповідувати і тому він не хотів створювати іншу місію. Залишивши Матх, незважаючи на вмовляння багатьох духовних братів, він наодинці відправився до Вріндавани і протягом місяця жив біля Ґовардгани, і виконавши там урдджа-врату (священну обітницю), прийняв Ґовардгана-Шилу. 
Повернувшись назад у Навадвіп в 1941 р., він заснував Шрі Чайтанья Сарасват Матх на ділянці землі з солом'яною хатиною, придбану Шріюкта Сакгі Чаран Райем за власні гроші, і саме в цю солом'яну хатину вперше прийшов Шрідгара Ґосвамі з Ґовардгана-шілою. У той час Матх являв собою лише солом'яну хатину на березі Гангі. Першу ж будівлю Матх було побудовано в 1943у. Деякий час Шрідгара Ґосвамі жив окремо, з часом один з відданих привів ще кілька джентльменів з Орісси. Згодом до Місії приєднався Б. С. Ґовінда Ґосвамі (в юності Шрі Ґауренду брахмачарі) та інші духовні брати: Ґосвамі Махарадж, Мадгава Ґосвамі. Віддані допомагали Матх в зборі пожертвувань в різних частинах країни.

## Значення назви
Вибір імені «Шрі Чайтанья Сарасват Матх» для свого Матха Шрідгара Ґосвамі пояснював так: попри те, що наша лінія спадкоємності (сампрадая) - це Брахма-Мадгва-Ґаудія-сампрадая, вона нероздільно пов'язана з Чайтан'єю Магапрабгу та іменем ґуру (духовного вчителя) Шрідгара Ґосвамі - Бгактісіддганти Сарасваті, який відродив і зміцнив Ґаудія-вайшнавську сампрадаю, і тому, щоб відобразити значимість цих особистостей, Шрідгара Ґосвамі дав назву «Шрі Чайтанья Сарасват Матх» для своєї місії та храму.

## Після відходу засновника
Після відходу засновника Місії Бгакті Ракшака Шрідгара Дев-Ґосвамі в 1988 році представником самого Шрідгара Ґосвамі і Шрі Чайтанья Сарасват Матх став обраний ним наступник і улюблений учень Бгакті Сундар Ґовінда Ґосвамі. 
4 грудня 2009 Бгакті Сундар Ґовінда Ґосвамі публічно оголосив, що вибрав Бгакті Нірмала Ачар'я Ґосвамі своїм наступником. Для підтримки Ачар'я Ґосвамі, Ґовінда Ґосвамі також розпорядився про створення Ради Ачар'їв з Ачар'я Ґосвамі в ролі голови, у складі: Ашрам Ґосвамі, Джанардан Ґосвамі, Ґосвамі Ґосвамі і Авадгута Ґосвамі, а також Махананду Прабгу Бгакті Ранджан яко секретаря. Незабаром після того, як 27 березня 2010 Ґовінда Ґосвамі помер, 8 квітня 2010 року була проведена офіційна церемонія інавгурації Ачар'я Ґосвамі яко наступника Ґовінди Ґосвамі і президента-севаіте-ачар'я Шрі Чайтанья Сарасват Матх.